# Uddevallisme
L'uddevallisme és una forma d'organització del treball, aplicada al principi a la fàbrica Volvo de Uddevalla a Suècia, i de que en té el nom, format en el mateix model que el taylorisme, el fordisme o el toyotisme.
És la solució de la direcció de Volvo per fer front al problema del reclutament dels joves a la indústria d'automoció sueca, en un moment en què Volvo era el grup d'automoció més rendible i que l'atur a Suècia només era del 2 % de la població activa. Va desembocar progressivament a la supressió de la cadena en una fàbrica de simple muntatge final, deixant a una cinquantena de grups de treball d'una desena de persones la feina de muntar un cotxe sencer.
André Gorz, a Misèries del present, riquesa del possible (1997) considera aquesta breu experiència (1987-1993) com un escàs assaig d'avançament del capitalisme, per preguntar-se per l'organització capitalista del treball.